# Dominic Olney
Dominic Olney (Coventry, 24 marzo 1985) è un giocatore di football americano britannico con cittadinanza irlandese, che gioca come quarterback per i Pirkkala Spartans.
Nella sua carriera ha giocato per diverse squadre in Gran Bretagna (Southampton Stags, Coventry Jets e Birmingham Bulls), Finlandia (Seinäjoki Crocodiles, Kouvola Indians, Helsinki Wolverines, Pori Bears e Pirkkala Spartans) e Spagna (Valencia Firebats e Sueca Ricers).
Ha giocato anche come defensive back e wide receiver.
Dal 2019 gioca per la nazionale irlandese.